# Melaniparus
Melaniparus — рід горобцеподібних птахів родини синицевих (Paridae). Представники цього роду мешкають в Африці на південь від Сахари.

## Систематика
Представників цього роду довгий час відносили до роду Синиця (Parus), однак за результатами молекулярно-генетичного дослідження, опублікованого в 2013 році, вони були віднесені до відновленого роду Melaniparus.

## Види
Виділяють п'ятнадцять видів:
- Синиця білоплеча (Melaniparus guineensis)
- Синиця африканська (Melaniparus leucomelas)
- Синиця південна (Melaniparus niger)
- Синиця намібійська (Melaniparus carpi)
- Синиця білочерева (Melaniparus albiventris)
- Синиця білоспинна (Melaniparus leuconotus)
- Синиця одноколірна (Melaniparus funereus)
- Синиця рудочерева (Melaniparus rufiventris)
- Синиця міомбова (Melaniparus pallidiventris)
- Синиця рудошия (Melaniparus fringillinus)
- Синиця екваторіальна (Melaniparus fasciiventer)
- Синиця саванова (Melaniparus thruppi)
- Синиця замбійська (Melaniparus griseiventris)
- Синиця сіра (Melaniparus cinerascens)
- Синиця акацієва (Melaniparus afer)

## Етимологія
Наукова назва роду Melaniparus походить від сполучення слова дав.-гр. μελας — чорний і наукової назви роду Синиця (Parus).